# Chaim Chissin

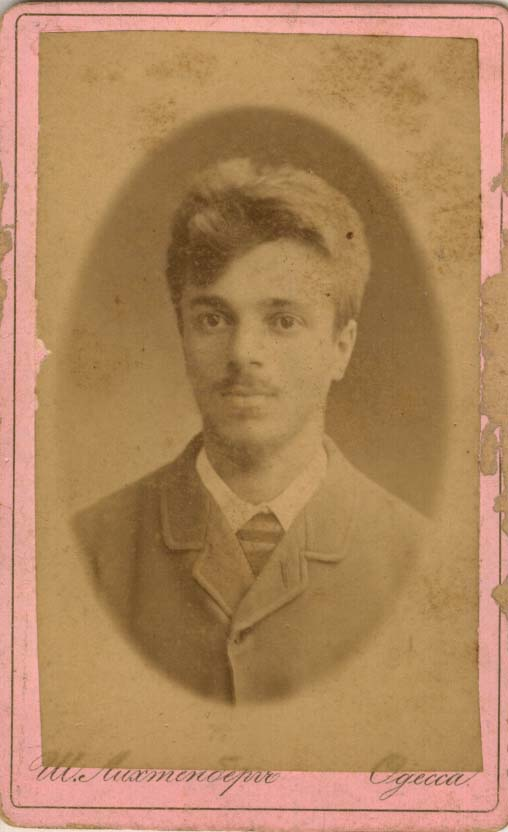
Chaim Chissin (1882)

Chaim Hisin (auch: Chaim Chissin oder Hissin; * 3. Januar 1865 in Mir, Belarus [damals Gouvernement Grodno]; † 26. September 1932 in Tel Aviv-Jaffa) war Arzt und BILU-Pionier.
Nach den Pogromen von 1881 schloss er sich, bislang treuer Russe, aber dann durch seine "Landsleute" angefeindet, der BILU-Bewegung an und erreichte im Juli 1882 mit der ersten Pioniergruppe Eretz Israel. 
Mit den anderen Mitgliedern der BILU arbeitete er in Mikwe Israel, Rischon LeZion und Gedera. Da diese Siedlungen kein wirtschaftliches Auskommen boten, verdingte er sich als Kutscher und transportierte verschiedene Fahrgäste zwischen Jerusalem und Jaffa.
1887 kehrte er Palästina wieder den Rücken und blieb fast zwanzig Jahre im Ausland, studierte in Russland Pharmazie und ab 1898 Medizin an der Universität Bern. In Europa war er weiter zionistisch aktiv und publizierte über das "neue jüdische Leben in Eretz Israel". 
Er nahm am V. und VI. Zionistenkongress teil und kehrte dann 1905 wieder nach Palästina zurück, lebte dann in Jaffa, arbeitete als Arzt und befasste sich als Vertreter des Odessaer Komitees mit Kolonisationsfragen, war aktiv in der Arbeiterbewegung und half bei der Gründung verschiedener Arbeitersiedlungen. Er war 1906 auch einer der Gründer der Terraingesellschaft Achusat Bajit, die 1909 den Ort gleichen Namens anlegten, den die ersten Bewohner 1910 dann in Tel Aviv umbenannten. 
1925 erschien von ihm „Aus dem Tagebuch eines BILU-Mitgliedes“, worin er seine Erfahrungen und Erlebnisse aus dem Leben des Jischuw wiedergab.

## Weblink
| Personendaten    | Personendaten         |
| ---------------- | --------------------- |
| NAME             | Chissin, Chaim        |
| ALTERNATIVNAMEN  | Hisin, Chaim          |
| KURZBESCHREIBUNG | Arzt und BILU-Pionier |
| GEBURTSDATUM     | 3. Januar 1865        |
| GEBURTSORT       | Mir                   |
| STERBEDATUM      | 26. September 1932    |
| STERBEORT        | Tel Aviv-Jaffa        |